# Súng bắn tốc độ

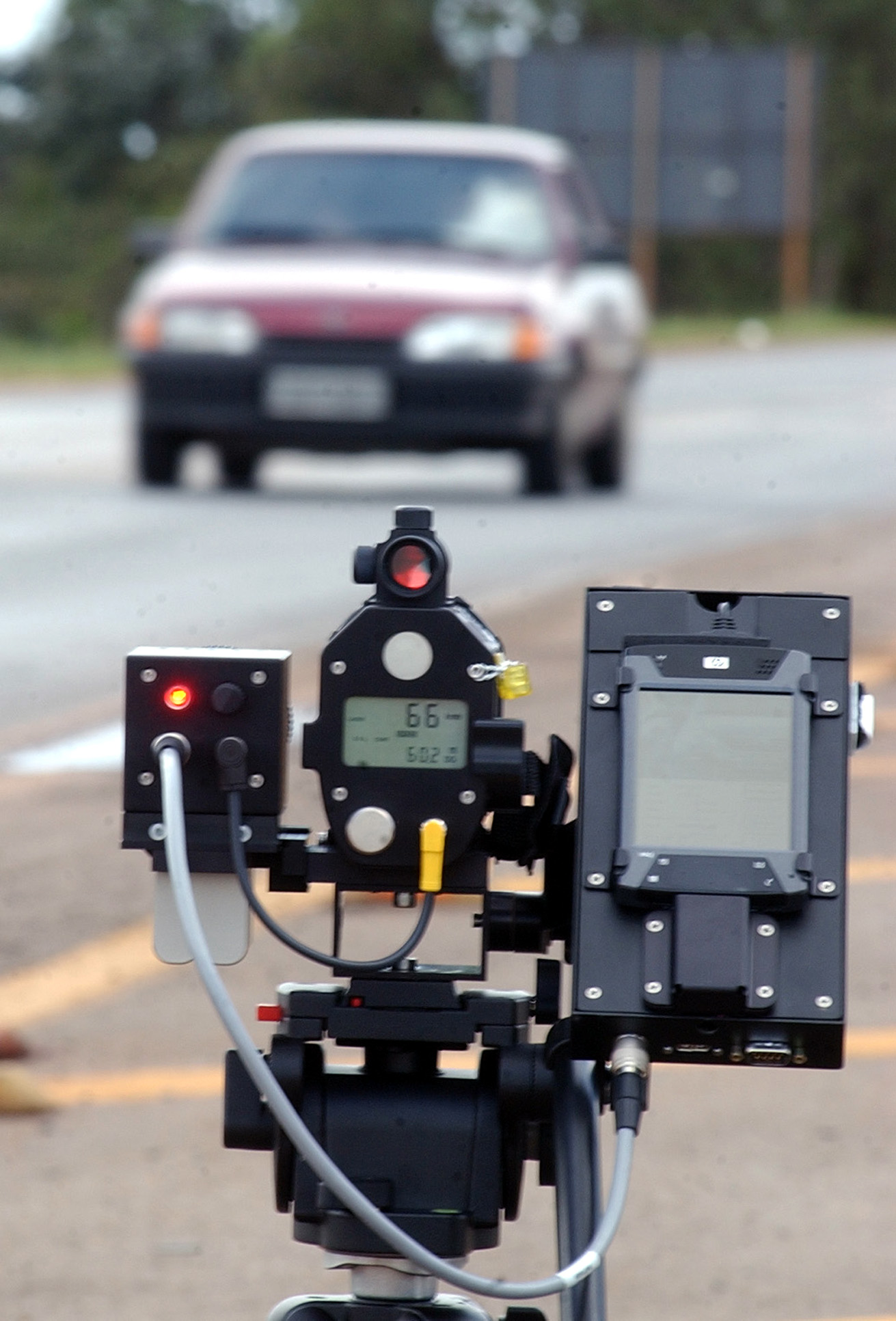
Súng Microdigicam Laser được sử dụng ở Brazil

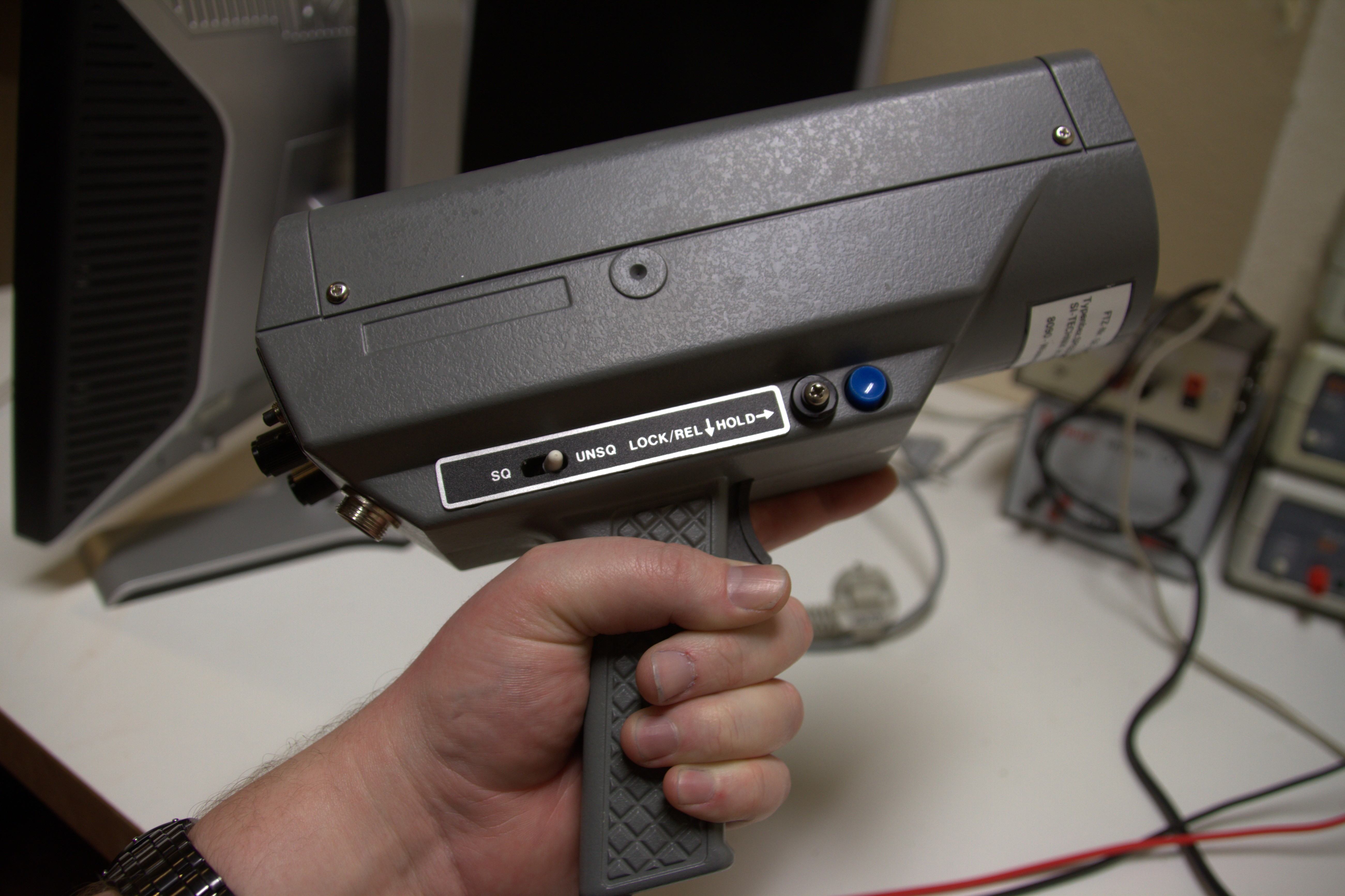
Súng bắn tốc độ cầm tay

Súng bắn tốc độ (cũng là súng radar) là thiết bị dùng để đo tốc độ của các vật thể chuyển động. Nó được sử dụng trong thực thi pháp luật để đo tốc độ của phương tiện di chuyển và thường được sử dụng trong các môn thể thao chuyên nghiệp, cho những việc như đo tốc độ bowling trong môn cricket, tốc độ của bóng chày ném đi, tốc độ vận động viên ném bóng và quần vợt khi giao bóng.
Súng bắn tốc độ radar là một đơn vị radar Doppler có thể được cầm bằng tay, gắn trên xe hoặc đứng yên. Nó đo tốc độ của các vật thể mà nó được chỉ bằng cách phát hiện sự thay đổi tần số của tín hiệu radar bị trả lại do hiệu ứng Doppler gây ra, theo đó tần số của tín hiệu trả về được tăng tỷ lệ thuận với tốc độ tiếp cận của vật thể nếu đối tượng là tiếp cận, và hạ xuống nếu đối tượng đang lùi dần. Các thiết bị như vậy thường được sử dụng để thực thi giới hạn tốc độ, mặc dù các thiết bị súng bắn tốc độ LIDAR hiện đại hơn, sử dụng ánh sáng laser xung thay vì radar, đã bắt đầu thay thế súng radar trong thập kỷ đầu tiên của thế kỷ XXI, vì những hạn chế liên quan đến hệ thống radar nhỏ.

## Lịch sử
Súng tốc độ radar được phát minh bởi John L. Barker Sr. và Ben Midlock, người đã phát triển radar cho quân đội khi làm việc cho Công ty Tín hiệu Tự động (sau này là Bộ phận Tín hiệu Tự động của Tập đoàn LFE) ở Norwalk, CT trong Thế chiến II. Ban đầu, Automatic Signal được Tập đoàn máy bay Grumman tiếp cận để giải quyết vấn đề cụ thể về thiệt hại thiết bị hạ cánh trên mặt đất trên máy bay đổ bộ PBY Catalina. Barker và Midlock đã lắp ráp 1 đơn vị radar Doppler từ lon cà phê được hàn kín để tạo ra bộ cộng hưởng vi sóng. Thiết bị được lắp đặt ở cuối đường băng (tại Grumman's Bethpage, cơ sở NY) và nhằm trực tiếp lên trên để đo tốc độ chìm của PBYs hạ cánh. Sau chiến tranh, Barker và Midlock đã thử nghiệm radar trên Merritt Parkway. Năm 1947, hệ thống này đã được Cảnh sát bang Connecticut ở Glastonbury, Connecticut, thử nghiệm ban đầu để khảo sát giao thông và đưa ra cảnh báo cho các tài xế vì tốc độ quá cao. Bắt đầu từ tháng 2 năm 1949, cảnh sát bang bắt đầu phát hành vé tốc độ dựa trên tốc độ được ghi lại bởi thiết bị radar. Năm 1948, radar cũng được sử dụng ở Garden City, New York.